# Oberea binotaticollis
Oberea binotaticollis là một loài bọ cánh cứng trong họ Cerambycidae.